# Uzdeczka

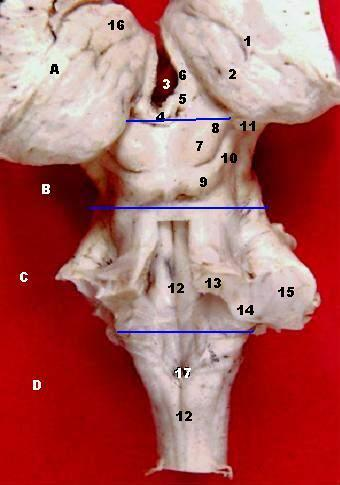
Pień mózgu – widok od strony grzbietowej 1. taśma naczyniówkowa 2. wzgórze 3. komora trzecia 4. szypułka szyszynki 5. uzdeczka 6. prążek rdzenny wzgórza 7. wzgórek górny 8. ramię wzgórka górnego 9. wzgórek dolny 10. ramię wzgórka dolnego 11. ciało kolankowate przyśrodkowe 12. bruzda pośrodkowa 13. konar górny móżdżku 14. konar dolny móżdżku 15. konar środkowy móżdżku 16. guzek przedni wzgórza 17. zasuwka

Uzdeczka (łac. habenula) – w anatomii kręgowców struktura należąca do ośrodkowego układu nerwowego. Uzdeczki wchodzą w skład nadwzgórza. Pojęcie to odnosi się zarówno do istoty białej, jak również do jąder (jądra uzdeczek). Uzdeczka jest to struktura parzysta, widoczna na preparacie pnia mózgu w części grzbietowej, pomiędzy wzgórzami.

## Anatomia
Uzdeczki zbudowane są z istoty białej. W ich skład wchodzą włókna nerwowe biegnące od jąder uzdeczki do szyszynki i spoidła nadwzgórzowego lub przez spoidło uzdeczek na stronę przeciwną. Jądra uzdeczek, złożone z istoty szarej, dzielą się na jądro przyśrodkowe i boczne. Jądro uzdeczki przyśrodkowe jest mniejsze i zbudowane z okrągłych, ściśle do siebie przylegających komórek, jądro uzdeczki boczne – jest stworzone z komórek większych i luźniej ułożonych. 

## Funkcja
Główną funkcją uzdeczek jest łączenie układu węchowego z pniem mózgu. Jądra uzdeczek są miejscem, w którym przełączeniu ulegają aferentne impulsy węchowe. Otrzymują one impulsy nerwowe z istoty dziurkowanej przedniej, pola węchowego, jąder przegrody oraz okolicy przedwzrokowej (podążające prążkiem rdzennym wzgórza) oraz z ciała migdałowatego (podążające prążkiem krańcowym). Ponadto u zwierząt stwierdzono, że impulsy z prążka rdzennego wzgórza mają wpływ na wydzielanie gonadotropin, zaś np. u małp wpływają na pobudzenie seksualne. Po przełączeniu się impulsy podążają trzema drogami do śródmózgowia:
- droga uzdeczkowo-pokrywowa – doprowadza impulsy węchowe do wzgórków górnych blaszki pokrywy;
- droga uzdeczkowo-nakrywkowa – kończy się w jądrze grzbietowym nakrywki, gdzie przełącza się na pęczek podłużny grzbietowy (przez co bodźce węchowe mogą oddziaływać na wydzielanie śliny);
- droga uzdeczkowo-konarowa – kończy się w jądrze międzykonarowym (komunikuje się z tworem siatkowatym)[2].

Stwierdzono, że w przebiegu depresji przyśrodkowe i boczne jądra uzdeczki są mniejsze niż u zdrowych ludzi, po prawej stronie występuje mniejsza liczba komórek. Stymulacja jądra bocznego uzdeczki, np. poprzez prążek rdzenny wzgórza, może być stosowana jako jedna z metod leczenia tego zaburzenia.